# Issei Ōtake
Issei Ōtake (japanisch 大竹 壱青, Ōtake Issei; * 3. Dezember 1995 in Kawasaki) ist ein japanischer Volleyballspieler.

## Karriere
Ōtake begann seine Karriere an der Chūō-Universität in Tokio. 2017 nahm er mit der japanischen Nationalmannschaft an der Weltliga teil. Im Oktober desselben Jahres wechselte er zum deutschen Bundesligisten United Volleys Rhein-Main. In der Saison 2017/18 erreichte er mit dem Verein im DVV-Pokal und in den Bundesliga-Playoffs jeweils das Halbfinale. Bei der Weltmeisterschaft 2018 schied er mit Japan in der ersten Gruppenphase aus. Danach wechselte er zum japanischen Meister Panasonic Panthers. 2019 nahm er an der Nations League teil.